# Ałmałyk
Ałmałyk - średniowieczne miasto w Siedmiorzeczu, znajdujące się w pobliżu dzisiejszego Yining, odgrywające ważną polityczną i ekonomiczną rolę w XIII i XIV wieku.
O Ałmałyku słyszymy po raz pierwszy na początku XIII wieku jako o stolicy państwa utworzonego przez niejakiego Uzara lub Buzara, który podobno wcześniej trudnił się rozbójnictwem i kradzieżą koni. Jako władca przyjął on tytuł Tughril Chan i w 1211 zaakceptował zwierzchność Czyngis-chana (1206 - 1227). Zginął on zamordowany przez Küczlüka (zm. 1218), wodza Najmanów i ostatniego władcy Kara Kitajów, któremu jednak nie udało się zająć miasta na skutek mongolskiej interwencji. Syn i następca Tughril Chana, Suknaktigin, (zm. 1253/1254) był mężem córki Dżocziego (zm. 1227). Dynastia założona przez Tughril Chana panowała w Ałmałyku przynajmniej do początku XIV wieku.
Po śmierci Czyngis-chana terytorium Ałmałyku stało się częścią ułusu Czagataja (zm. 1244/1245). W pobliżu miasta znajdowała się orda czagataidów. Ałmałyk odgrywał już wówczas ważną rolę jako centrum handlowe na szlaku do Chin. Większość ówczesnych relacji z podróży przez Azję Środkową wspomina o pobycie w Ałmałyku. Znajdowała się w nim siedziba łacińskiego biskupstwa misyjnego i prawdopodobnie nestoriańskiej metropolii. Ałmałyk, podobnie jak inne miasta Siedmiorzecza, został całkowicie zniszczony w trakcie ciągłych wojen domowych jakie targały chanatem czagataidów w XIV wieku. Babur (1494 - 1530) wspomina o nim w swojej autobiografii jako o opuszczonym mieście zniszczonym przez Mogołów. W pobliżu dawnego miasta zachowały się pozostałości cmentarza z grobowcem Tugłuka Temüra (1359-1363) i nestoriańskimi inskrypcjami nagrobnymi.